# Contea di Kriechingen
La contea di Kriechingen (in tedesco Grafschaft Kriechingen) è stata una contea del Sacro Romano Impero, esistita dal 1617 al 1793.
Prendeva il nome dalla città di Kriechingen (oggi Créhange, in Francia), che ne era la capitale.
Dal 1735 (quando la Lorena divenne parte della Francia) al 1793, la contea di Kriechingen costituì due exclavi del Sacro Romano Impero circondate da territorio francese. Nel 1793 la contea fu occupata dalla Prima Repubblica francese durante le guerre della prima coalizione e tale annessione fu confermata dal trattato di Lunéville del 1801.
| Controllo di autorità | VIAF (EN) 150166808 · LCCN (EN) n85239638 · J9U (EN, HE) 987007562318305171 |